# Национальный мемориал братьев Райт

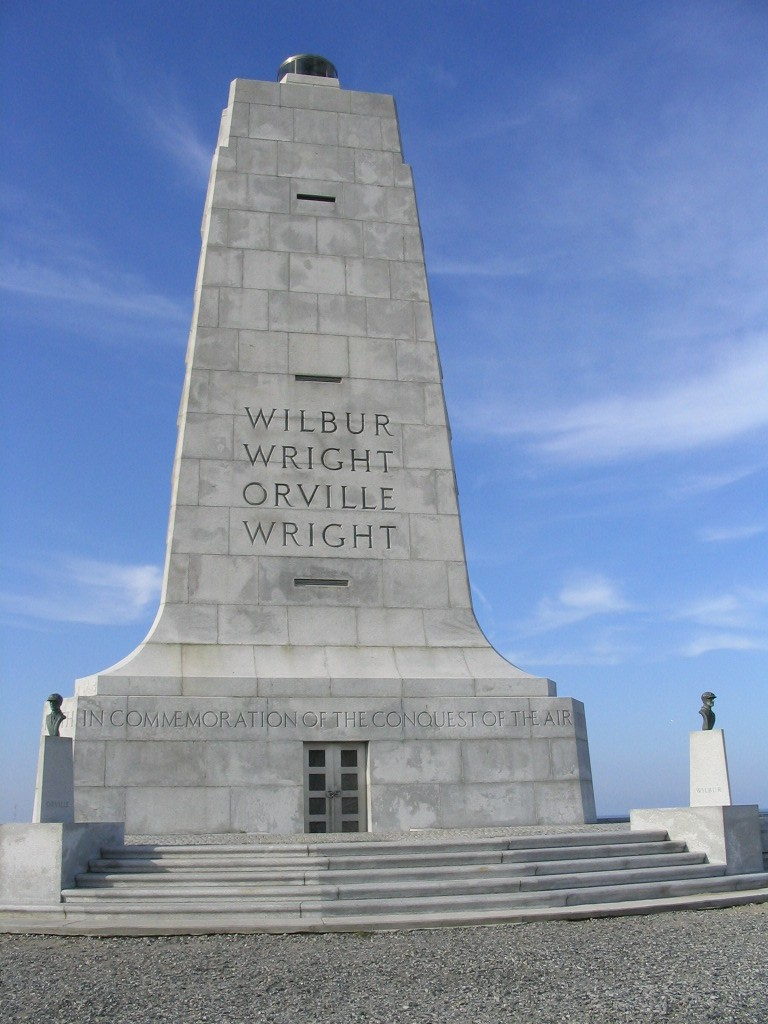
Монумент в честь братьев Райт на вершине Килл-Девил-Хилл

Национальный мемориал братьев Райт — выставочно-музейный комплекс, национальный мемориал на Внешних отмелях в городе Килл-Девил-Хиллз (Северная Каролина), посвящённый первому в мире успешному полёту моторного летательного аппарата тяжелее воздуха. В 1900—1903 годах братья Райт основали здесь базу для своих экспериментальных полётов, основываясь на данных Бюро погоды США об устойчивых ветрах в этом районе. Кроме этого, в начале XX века это было глухое уединённое место.

## Музейный комплекс

### Взлётное поле и ангар

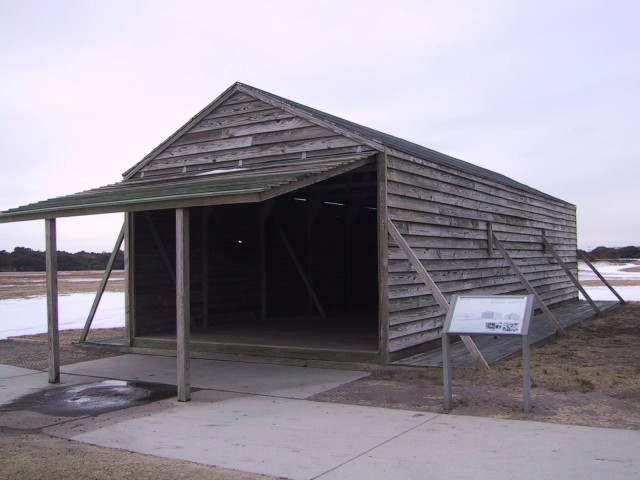
Реплика самолётного ангара

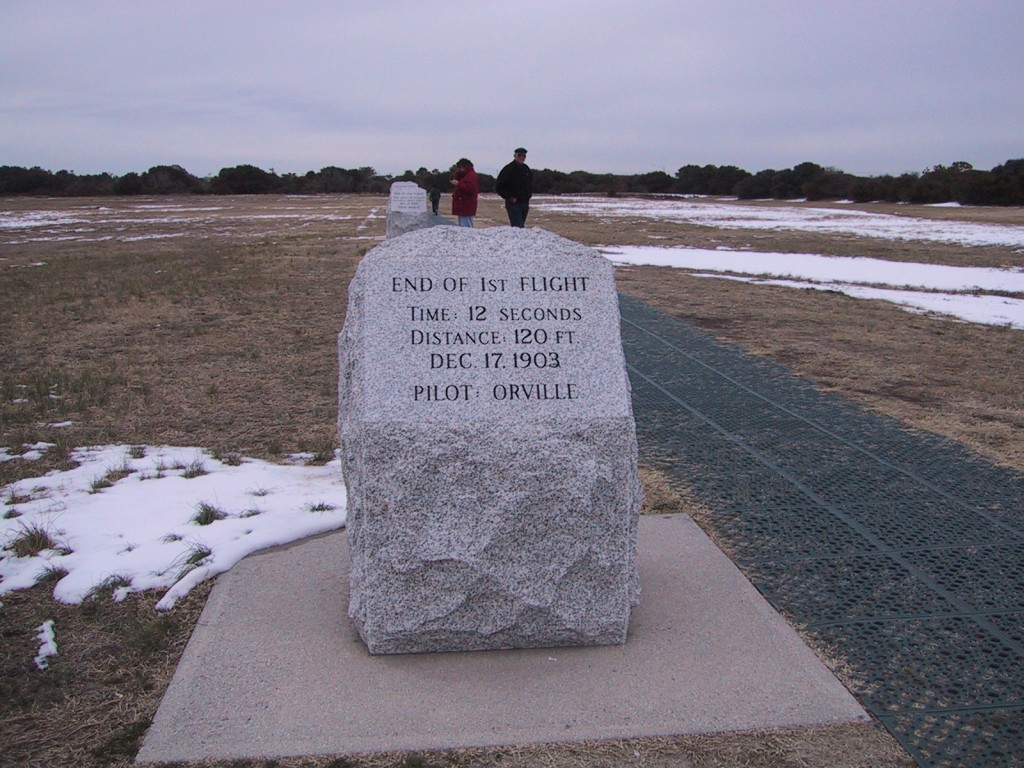
Монумент, отмечающий 1-й полёт: время — 12 секунд, расстояние — 120 футов, пилот — Орвилл

Братья Райт осуществили в памятный день 17 декабря 1903 года 4 успешных полёта. До этого они экспериментировали с планированием в течение трёх лет (1900—1903), пользуясь ближайшими дюнами. Все 4 успешных полёта указаны дорожками, по которым можно пройтись, а точки приземления отмечены памятными камнями-монументами. Два деревянных строения представляют собой реплики ангара братьев Райт и их жилой дом.

### Музей
Музейный центр (англ. Visitor Center) представляет собой коллекцию моделей летательных аппаратов и настоящих инструментов братьев Райт. В одном крыле расположена полномасштабная реплика реального флаера, на котором братья Райт осуществили успешный полёт. Полномасштабная реплика глайдера 1902 года была изготовлена под руководством самого Орвилла Райта. Здесь же представлена история воздухоплавания.

### Монумент на Килл-Девил-Хилл
В 1932 году в память о достижении братьев Райт на вершине самой высокой 28-метровой дюны Килл-Девил-Хилл, которая не раз использовалась как стартовая площадка, был возведён 18-метровый монумент. На вершине монумента установлен прожектор, напоминающий маяк. Дюна для этого была закреплена. Надпись на монументе гласит: «В память о завоевании воздушного пространства братьями Уилбером и Орвиллом Райтами, совершённым гением, достигнутой бесстрашной решимостью и непобедимой верой».

## Столетие полёта

Эмблема к 100-летию полёта братьев Райт

В процессе подготовки к 100-летию полёта братьев Райт музей был значительно расширен. Столетие первого полёта праздновалось в парке комплекса. На церемонии 17 декабря 2003 года под председательством Джона Траволты, энтузиаста воздухоплавания, присутствовали президент США Джордж Буш, Нейл Армстронг, Базз Олдрин и Чарльз Йегер.